# La Invernada
La Invernada es una localidad argentina ubicada en el Departamento Figueroa de la Provincia de Santiago del Estero.
Se encuentra en la intersección de las Rutas Provinciales 5 y 2, 3 kilómetros al este del cauce principal del río Salado y 2,5 kilómetros al oeste de un brazo del mismo río. También se la conoce como La Invernada Norte para diferenciarla del paraje La Invernada Sur ubicado a 18 kilómetros.
En 2008 se inauguró la planta potabilizadora que suministra agua a la población, con una red de 26 kilómetros de extensión.

## Población
Cuenta con 517 habitantes (Indec, 2010), lo que representa un incremento del 50% frente a los 345 habitantes (Indec, 2001) del censo anterior.